# Ageha 100%
Ageha 100% (アゲハ100%?) es un manga shojo creado por Kozue Takeuchi. La serie se inició en la edición de agosto de 2004 de Ribon y terminó en la edición de mayo de 2006 de que la misma revista con un total de 22 capítulos y 5 volúmenes.
Originalmente fue un one-shot llamado Myself in the mirror world (鏡 の 国 の 私, Kagami no Kuni no Watashi?), Publicado en la edición de junio de 2004 Ribon Original antes de ser recogido por la serialización en la revista Ribon.
Contenidos

## Historia
Hanabuki High School prohíbe a sus alumnos usar maquillaje. Entre las niñas de la escuela, hay un rumor dando vuelta acerca de un legendario artista de maquillaje, Ageha, que en secreto le da maquillajes las niñas después de la escuela. Cualquier chica que desee a Ageha para darles un cambio de imagen solo necesita escribir su nombre y clase en la tarjeta de Ageha(mostrando la marca Ageha, una mariposa de cola de golondrina - agehachō en japonés) y ponerlo en el pizarrón de noticias de la escuela , y Ageha más tarde aparecerá en su clase. Sin embargo, nadie sabe que la verdadera identidad de Ageha es la muchacha tranquila, con gafas, Rin Fujiwara, con excepción del playboy, Riku Kisaragi. Divertido por la idea, de la Cruz Kisaragi vestidos como asistente de Ageha de etiqueta, junto con ella mientras trabaja. Un chiste en la historia es que los clientes de Ageha piensan que Kisaragi es Ageha en la primera reunión.

## Personajes
Rin Fujiwara / (Ageha)
Ella es la principal protagonista.Ella se oculta bajo una identidad secreta, como Ageha, quien le da maquillajes a las niñas en secreto. Ella usa maquillaje para disfrazarse de Ageha. mientras ella lleva puesto su maquillaje, ella tiene una personalidad diferente, ella es más segura y saliente. Ella planea revelar su identidad después de recoger la tarjeta número 100 de Ageha. Ella era objeto de burlas por su aspecto de un niño y se sentía incómoda. Así, se le dio su caja de maquillaje de la ex "Ageha". Cuando ella no usa ningún tipo de maquillaje, ella lleva gafas y es muy tímida. Rin vive con sus abuelos e incluso oculta su "otro lado" de ellos, porque a ellos no les gusta el maquillaje. Más tarde, en la serie Rin desarrolla sentimientos hacia Riku. Ella no sabía como se llamaba ese sentimiento, hasta que le preguntó a uno de sus clientes. Así es como se dio cuenta de que está enamorada de Riku.
Riku Kisaragi
Es un playboy que descubre el secreto de Rin. Mientras dormía en la sala de teatro vacío, accidentalmente ve Ageha transformarse de nuevo en Rin. Se cruzan vestidos como asistente Ageha y siempre que pueda ayuda a Rin, puede incluso ser suspendido una vez para salvar a alguien en problemas con un maestro porque tenía maquillaje porque sabía Rin iba a intervenir y que se metería en problemas.
Como un gag, los clientes Ageha a menudo lo confunden con el legendario make-over artista. En el capítulo 11 él se entera de los sentimientos de Rin pero le dice que espere hasta que sus sentimientos sean del 100%.
Saiyonji Ayame
Ella es la presidenta de consejo estudiantil. Es amable y hermosa. Ella también es muy popular entre los estudiantes. A ella le gusta Tachibana Hayato, pero desafortunadamente no es muy segura. Ella incluso se hizo una cirugía plástica para poder ser bonita. Es envidiosa de los estudiantes que son hechos por Ageha por eso persigue a Ageha. Ayame finalmente se hace amiga de alguna manera de Ageha y ya no trata de cazarla.
Tachibana Hayato
Él es el vicepresidente del consejo de estudiantes. Él puede parecer como una persona de sangre fría, dar miedo, pero él es realmente muy amable y cariñoso. Le gusta Saiyonji Ayame, pero al comienzo del año escolar, no le gusta cómo ha cambiado su corazón.
Finalmente, todo salió bien entre ellos.
Los abuelos de Rin
Aunque no tengan el aspecto parece que odian a los cosméticos. Incluso los llaman repugnantes. Parece que tienen sus propias razones para odiar a los cosméticos. Este es el motivo por el Rin no les podía decir que ella está trabajando actualmente como Ageha que le da el maquillaje a los estudiantes que quieren estar bellas después de la escuela. Le prohíben absolutamente usarlos.
- Datos: Q3274864